# 알베르트슬룬시

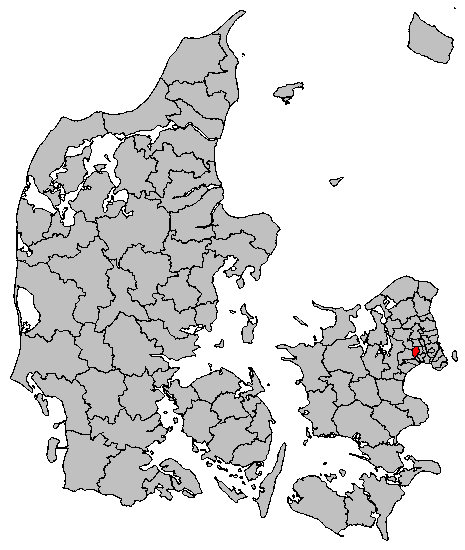
알베르트슬룬시의 위치

알베르트슬룬시(덴마크어: Albertslund Kommune)는 덴마크 수도 지역에 위치한 지방 자치체로 행정 중심지는 알베르트슬룬이며 면적은 23.04km2, 인구는 27,780명(2014년 4월 1일 기준), 인구 밀도는 1,200명/km2이다. 셸란섬 동부에 위치한다.